# HMS Aurora (1913)
Pour les autres navires du même nom, voir HMS Aurora.
Le HMS Aurora est un croiseur léger de classe Arethusa de la Royal Navy.

## Histoire

### Royal Navy
L’Aurora fait partie de la Force de Harwich de septembre 1914 à février 1915, en tant que leader de la 1re flottille de destroyers (en). Basée à Harwich sous le commandement du commodore Reginald Tyrwhitt, l'unité reçoit l'ordre de prendre la mer le 14 décembre 1914 dans le cadre de la force envoyée pour intercepter une flotte allemande de l'amiral Franz von Hipper venue attaquer des villes sur la côte est de l'Angleterre. Cependant la flottille est empêchée d'intervenir dans l'engagement résultant en raison du mauvais temps et retourne à Yarmouth.
En janvier 1915, le commandement allemand ordonne une mission de reconnaissance du Dogger Bank par Hipper. À sa disposition, il a trois croiseurs de guerre, un croiseur blindé, trois croiseurs légers et dix-neuf destroyers. Le message ordonnant la mission allemande est intercepté par l'Amirauté et la force de Tyrwhitt fait partie des unités déployées pour la bataille à venir. La force de Tyrwhitt commence à quitter Harwich à 17 h 30 le 23 janvier. L’Aurora fait partie des navires qui sont partis après leur commandant et lorsque Tyrwhitt rencontre la force de l'amiral David Beatty le lendemain matin, l’Aurora et la majorité de la force de Tyrwhitt sont à 12 milles marins à l'arrière. Cependant, l’Aurora et la majorité de la force de Tyrwhitt rencontrent la flotte de Hipper à 7 h 5 le 24 janvier, le croiseur repérant un croiseur et quatre destroyers à l'horizon. Alors que le navire britannique se prépare à tirer, le croiseur allemand SMS Kolberg ouvre le feu sur l’Aurora en réponse, frappant le navire trois fois. L’Aurora riposte et envoie un signal à la flotte qu'il est au combat. Le croiseur blindé allemand Blücher est coulé. Les croiseurs légers ont l'ordre d'aider l'équipage du croiseur allemand coulé. Mais ils subissent une attaque aérienne et ne peuvent pas intervenir.
En février 1915, il est nommé leader de la 10e flottille de destroyers (en) de la Force de Harwich, gardant les approches orientales de la Manche. Le croiseur est équipé d'une plate-forme de décollage d'avion au-dessus du gaillard d'avant permettant au Aurora de lancer un monoplan français qui doit combattre un Zeppelin. La conception est un échec, car l'avion ne peut pas intercepter le Zeppelin assez rapidement, la plate-forme est désinstallée en août. Le croiseur quitte la 10e flottille de destroyers en juin et rejoint la 5e escadre de croiseurs légers, où l’Aurora reste jusqu'à la fin de la guerre. Le croiseur remplace alors son canon de 3 livres par un canon de 3 pouces QF 20 cwt placé sur l'axe central à l'arrière.
En août 1915, il participe au naufrage du croiseur allemand Meteor. En mars 1916, l’Aurora couvre le raid d'hydravions sur Hoyer. En mai 1917, le croiseur est équipé pour décharger 74 mines navales par la poupe. Au cours de trois missions de pose de mines, le croiseur pose 212 mines. En 1917, le croiseur fait remplacer son mât de perche par un trépied portant un directeur de lumière et son armement de tube lance-torpilles est encore augmenté par une paire de tubes placés sur le pont supérieur devant le canon de 6 pouces. En mars 1918, l’Aurora est de nouveau réaffecté à la 7e escadre de croiseurs légers de la Grand Fleet. L’Aurora est l'un des navires présents lors de la reddition de la flotte allemande de haute mer en novembre 1918.
Entre 1918 et 1920, l’Aurora est mis hors service pour soulager les pressions financières de la Home Fleet par l'Amirauté. Son effectif est réduit à un équipage de garde et le personnel relevé est envoyé dans d'autres unités. Le croiseur reste en service à Devonport de mars 1919 à août 1920 et est relevé en septembre après avoir été transféré à la Marine royale canadienne.

### Marine royale canadienne
Le 25 mars 1920, le gouvernement canadien accepte une offre britannique d'un croiseur léger et de deux destroyers pour remplacer les deux croiseurs décrépits appartenant actuellement au Canada. À l'origine, un croiseur de classe Bristol est offert, mais il fonctionne au charbon et le gouvernement canadien négocie pour un croiseur au mazout. En 1920, l’Aurora est réactivé pour son transfert dans la Marine royale canadienne.
La Marine royale canadienne intègre le navire le 1er novembre 1920. Il arrive à Halifax (Nouvelle-Écosse) le 21 décembre avec deux anciens destroyers de la Royal Navy également transférés. Après un temps minimal dans le port de la Base des Forces canadiennes Halifax, les trois navires partent pour une croisière de formation dans la mer des Caraïbes jusqu'à Esquimalt, en Colombie-Britannique. La croisière cache la mission secrète de transporter des documents secrets de l'Amirauté aux consulats britanniques à travers l'Amérique centrale et du Nord. Pendant la croisière, l'escadre reçoit l'ordre d'aller à Puntarenas, au Costa Rica, où sa présence renforce la position du gouvernement canadien dans les négociations sur les concessions pétrolières. L’Aurora retourne à Halifax le 30 juillet 1921 par la même route.
En août 1921, des coupes budgétaires drastiques entraînent le démantèlement de l’Aurora. Il est désarmé le 1er juillet 1922. Ses armes sont placées à terre dans des installations d'entraînement et sur d'autres navires actifs. La carcasse de l’Aurora est laissée le long d'une jetée de la base navale canadienne de Halifax jusqu'en 1927, date à laquelle sa détérioration conduit les autorités de la ville à demander à la marine de la déplacer. La Marine royale canadienne le vend pour la ferraille en août 1927 aux AA. Lasseque de Sorel, Québec, le navire est démoli.